# Pays de Bray

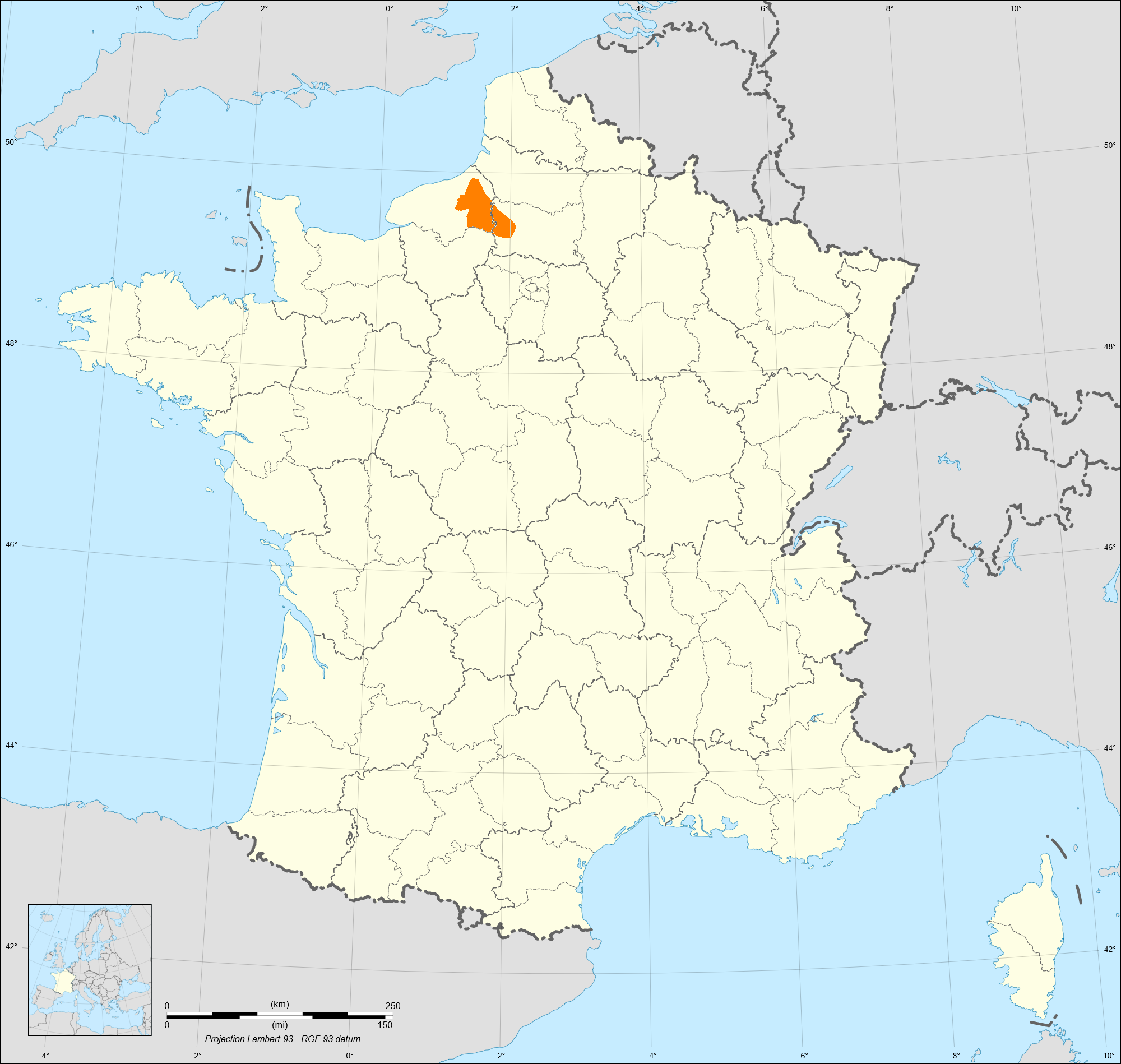
Ligging van het Pays de Bray in Frankrijk

Het Pays de Bray is een natuurlijke streek in Frankrijk op de grens van de historische provincies Normandië en Picardië, tussen de steden Neufchâtel-en-Bray en Beauvais.
De belangrijkste plaatsen in de streek zijn Neufchâtel-en-Bray, Forges-les-Eaux, Gournay-en-Bray und Saint-Saëns in het Normandische departement Seine-Maritime en Auneuil in het departement Oise in het Picardische deel.

## Toponiemen
De naam Bray wordt nog verwezen in de naam van verschillende (voormalige) gemeenten en plaatsen.
In het departement Seine-Maritime:
Avesnes-en-Bray,
Bures-en-Bray,
Dampierre-en-Bray,
Elbeuf-en-Bray,
Ferrières-en-Bray,
Fontaine-en-Bray,
Gournay-en-Bray,
Hodeng-en-Bray,
Le Thil-en-Bray,
Mesnières-en-Bray,
Nesle-en-Bray,
Neufchâtel-en-Bray,
Roncherolles-en-Bray en 
Sigy-en-Bray.
In het departement Oise:
Auchy-en-Bray,
Berneuil-en-Bray,
Cuigy-en-Bray,
Hodenc-en-Bray,
Ons-en-Bray,
Puiseux-en-Bray,
Saint-Aubin-en-Bray en
Saint-Léger-en-Bray.